# Campoletis tasmaniensis
Campoletis tasmaniensis är en stekelart som först beskrevs av Cameron 1911.  Campoletis tasmaniensis ingår i släktet Campoletis och familjen brokparasitsteklar. Inga underarter finns listade.